# NitroStreet Racing
NitroStreet Racing (o NitroStreet Racing 3D) es un videojuego de carreras de 2007 desarrollado y publicado por Gameloft para móviles. Fue lanzado tanto en versión 2D como en 3D.

## Historia
Estabas corriendo una carrera callejera de duelo, cuando viene la policía y te encarcelan durante 2 años, después de ese tiempo, María te comenta que las cosas habían cambiado últimamente desde que estuviste fuera, ya que Ortega se había quedado tus cosas propias, incluyendo a María. Tu misión es correr y completar misiones en 5 lugares distintos para llegar a dar hacia Ortega y reclamar lo que era tuyo.

## Jugabilidad
Entras en el cruel mundo de las carreras callejeras urbanas. Eliges tu vehículo entre 10 de los autos tuners, desde el BMW M3 hasta el Nissan Skyline, para desafiar a las pandillas más rápidas de la ciudad en carreras mortales a través del tráfico en movimiento. Exploras una gran ciudad en 3D con libertad de movimiento mientras buscas corredores rivales. Corres por 5 vecindarios distintos con aspecto único.